# ミツビシ・モーターズ・オーストラリア
ミツビシ・モーターズ・オーストラリア（英: Mitsubishi Motors Australia Limited.、略：MMAL）はオーストラリアの南オーストラリア州アデレードに本社を置く自動車販売会社である。過去にはクライスラーから買収した自動車製造工場を所有しており、三菱・クライスラーシリーズとしても展開されていた。

## 会社設立以前の歴史
（出典：ファクトブック 2000(英語)）
- 1916年 - I.J. Richard & Sons Ltd.として自動車製造を開始。
- 1947年 - クライスラーが買収。クライスラー・ダッジ・ディストリビューターズに社名を変更。
- 1963年 - クライスラーがアデレードに自動車工場を建設。
- 1971年 - 三菱・ギャランの現地生産を開始。

## 歴史
（出典：Company History）
- 1980年10月 - 三菱自動車と三菱商事がクライスラー・オーストラリア・リミテッド（英: Chrysler Australia Ltd.、略：CAL）を買収し、社名をミツビシ・モーターズ・オーストラリアへ変更。
- 1985年 - 三菱・マグナの生産を開始。
- 1989年 - 三菱・マグナステーションワゴンの日本への輸出を開始。
- 1995年 - 三菱自動車が全株式を取得。出資比率は三菱自動車60%、三菱商事40%。
- 1996年 - 三菱・マグナを三菱・ディアマンテの名称で北米への輸出を開始。
- 2000年 - 第一回オーストラリアベストカーアワードにて三菱・パジェロと三菱・ニンバスが受賞。
- 2005年10月 - 三菱・380の生産を開始。
- 2008年3月 - アデレードの自動車工場を閉鎖。
- 2009年12月 - 自動車工場跡地を南オーストラリア州政府に売却。
- 2014年11月 - 2014年オーストラリアベストカーアワードにて三菱・ミラージュが受賞[4]。
- 2021年3月 - 本社をアデレード空港ビルに移設。

## 生産車種
（出典：ファクトブック、
ファクトブック 2000(英語)、ファクトブック 2002、ファクトブック 2005(英語)、ファクトブック 2010）

### 過去の生産車種
- 三菱・ギャラン（1971年 - 1977年）
- クライスラー・シグマ（英語版）（1977年 - 1985年）
- 三菱・コルト（1982年 - 1990年）
- 三菱・マグナ/ベラーダ（1985年 - 2005年）
- 三菱・380（2005年 - 2008年）

## 生産台数
（出典：ファクトブック、ファクトブック 2002、ファクトブック 2005(英語)、ファクトブック 2010）
|        | マグナ/ベラーダ | 380    |
| ------ | --------------- | ------ |
| 1997年 | 59,087          | -      |
| 1998年 | 46,574          | -      |
| 1999年 | 34,570          | -      |
| 2000年 | 38,566          | -      |
| 2001年 | 43,801          | -      |
| 2002年 | 55,545          | -      |
| 2003年 | 31,470          | -      |
| 2004年 | 17,245          | -      |
| 2005年 | 7,580           | 11,077 |
| 2006年 | -               | 10,560 |
| 2007年 | -               | 10,230 |
| 2008年 | -               | 91     |

### 注記
1. ↑  出典にはKD生産は含まれない。
2. ↑  出典にはKD生産は含まれない。